# AIDA64
AIDA64는 헝가리 회사인 파이널와이어(FinalWire Ltd.)에서 개발한 시스템 정보, 진단 및 감사 애플리케이션으로, Windows, 안드로이드, iOS, 크롬OS, 윈도우 폰, 세일피시 OS, 우분투 터치 및 타이젠 운영 체제에서 실행된다. 이 프로그램은 컴퓨터 구성 요소에 대한 자세한 정보를 표시한다. 정보는 HTML, CSV 또는 XML과 같은 형식으로 파일에 저장할 수 있다.

## 역사

### ASMDEMO
아이다는 1995년에 기본적인 기능을 갖춘 16비트 DOS 하드웨어 분석 소프트웨어인 프리웨어 ASMDEMO로 시작되었다. 첫 공개 버전은 CPU 및 디스크 벤치마크가 포함된 ASMDEMO v870이었다.

### AIDA
2000년에 AIDA 1.0이 출시되었으며, 12,000개의 항목을 포함하는 하드웨어 데이터베이스와 32비트 MMX 및 SSE 벤치마크를 지원했다. 이것은 타마시 미클로시가 작성했다.

### AIDA32

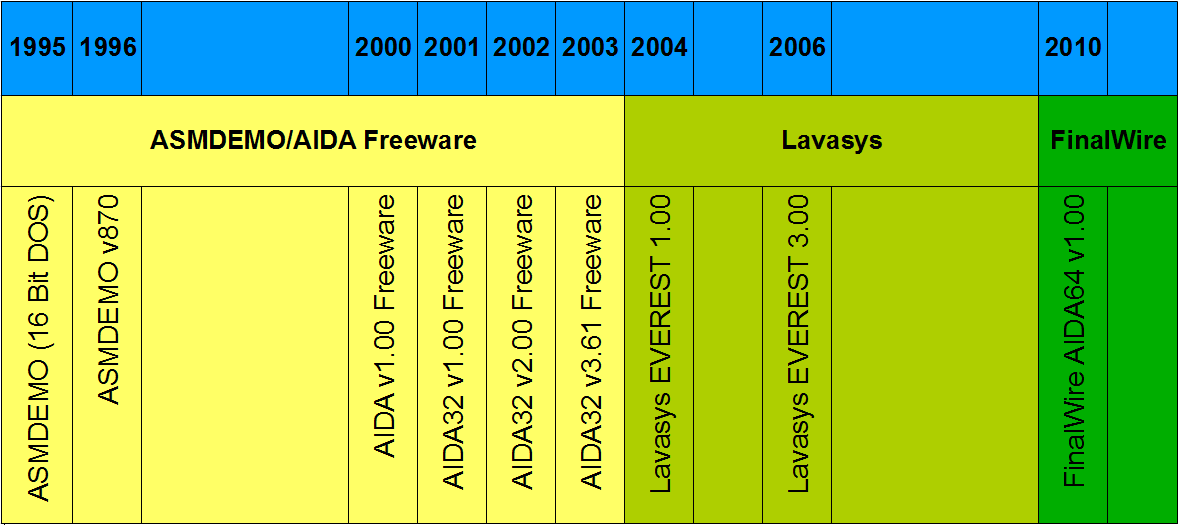
과거 AIDA/Everest 소프트웨어의 진행 및 개발을 보여주는 차트

2001년에 AIDA32 1.0이 출시되었으며, 기본적인 기능을 갖춘 32비트 Windows 시스템 진단 도구였다.
2002년에는 AIDA32 2.0이 출시되어 XML 보고서와 SQL 데이터베이스를 지원하는 네트워크 감사가 추가되었다.
2003년에는 AIDA32 3.61이 출시되어 25,000개의 항목을 포함하는 하드웨어 데이터베이스, 모니터 진단 기능을 제공하며 23개 언어로 현지화되었다.
최신 버전 3.94는 2000년 3월에 출시되었다. AIDA32는 프리웨어로 배포되었으며, 호스트 컴퓨터에 설치할 필요가 없는 휴대용 실행 파일이었다.
AIDA32의 개발은 2004년 3월 24일에 중단되었다.

### 에베레스트
2004년 4월, 미클로시는 라발리스의 소프트웨어 공학 연구 개발 담당 부사장으로 임명되었다. AIDA32의 후속작은 상업용 라발리스 제품인 에베레스트였다.
라발리스는 버전 2.20까지 에베레스트의 프리웨어 버전을 배포했으며, 이 버전은 현재도 프리웨어 배포 웹사이트에서 구할 수 있다. 프리웨어 에베레스트 홈 에디션은 전체 상용 유료 버전으로 전환하기 위해 2005년 12월 1일에 중단되었다.
에베레스트의 최종 버전은 2010년 4월에 출시된 5.50이다. 에베레스트는 이제 AIDA64를 위해 은퇴했다.

### Corsair 메모리 대시보드
2004년, 커세어 Xpert 메모리 모듈이 출시되었다. 이것은 AIDA32를 기반으로 하고 커세어 메모리 전용으로 개발된 메모리 유틸리티 프리웨어이다.

### AIDA64
에베레스트 계열은 AIDA 초기부터 작업해 온 구성원들로 부다페스트, 헝가리에 위치한 비상장 회사인 FinalWire가 라발리스를 인수한 후 중단되었다. 타마시 미클로시는 FinalWire의 전무 이사가 되었다. FinalWire의 주요 제품은 에베레스트를 대체하는 AIDA64이다. 이것은 더 이상 프리웨어가 아니며, 버전을 선택하고 비용을 지불하기 전에 30일 평가판으로 제한되는 상업용 소프트웨어이다.
AIDA64는 64비트 프로세서 및 메모리 벤치마크, 최적화된 Zlib 데이터 압축, 향상된 프랙탈 계산 부동 소수점 벤치마크 세트, 암호화 해시 값 계산 성능을 결정하는 새로운 CPU 벤치마크 방법, SSD 지원 (SSD 특정 SMART 항목 등) 및 하드웨어 데이터베이스를 115,000개 요소로 확장함으로써 발전한다. 모든 AIDA64 벤치마크는 64비트로 포팅되었으며 MMX, 3D나우! 및 SSE 명령어를 활용하여 최신 멀티코어 인텔 및 AMD 프로세서의 잠재력을 최대한 활용한다. 에베레스트를 구매한 고객은 2010년 10월 20일까지 AIDA64로 무료 업그레이드를 받을 수 있었다.
AIDA64는 네 가지 에디션으로 제공된다. 가정/개인용을 위한 익스트림 에디션, 전문가용으로 AIDA64 엔지니어, AIDA64 비즈니스 및 AIDA64 네트워크 감사 에디션이 있다.
2010년 10월 6일, 버전 1.0이 출시되었다. 2015년 3월에 출시된 버전 5.20.3400은 176,000개 이상의 항목을 포함하는 하드웨어 데이터베이스를 가지고 있었다.
2015년 3월 5일, FinalWire는 안드로이드 버전의 AIDA64를 출시했다. 주요 기능은 SoC, CPU, 화면, 배터리, 온도, Wi-Fi 및 셀룰러 네트워크, 안드로이드 속성, GPU 세부 정보, 기타 장치 목록 (PCI, 센서 등) 및 설치된 앱, 코덱 및 시스템 디렉터리 목록을 표시하는 것이다. 웨어 OS 플랫폼용 버전도 사용할 수 있다.
2015년 5월 8일, AIDA64 for iOS 및 윈도우 폰이 소프트웨어 20주년 (1995년 ASMDEMO 시작)을 기념하여 출시되었다. 윈도우 폰 애플리케이션은 2015년 하반기에 유니버설 앱으로 전환될 예정이다.
2015년 7월 28일, AIDA64는 새로운 기술(새로운 세대의 인텔 프로세서, AMD 및 엔비디아 GPGPU, 새로운 SSD, 그리고 윈도우 10 및 윈도우 서버 2016 운영 체제)을 지원하기 시작했다. 지원되는 운영 체제 포트폴리오를 완성하는 타이젠용 모바일 애플리케이션 버전이 출시되었다. 이 무렵, 우분투 터치용 버전이 출시되었다.
2016년 6월 20일, AIDA64 페이스북 페이지에 크롬OS를 실행하는 에이수스 크롬북에서 AIDA64 for 안드로이드가 실행되는 모습이 공개되었다.
2016년 6월 24일, 같은 페이스북 페이지에서 AIDA64가 세일피시 OS에서도 사용할 수 있게 되었다고 발표되었다.
2024년 기준으로 240,000개의 데이터베이스 항목을 가지고 있다.

## 프로그램 기능
장치 구성 분석 및 상세 정보:
- 설치된 시스템 장치 — CPU, 메인보드, GPU, 사운드 카드, 메모리 모듈 등.
- 해당 특성: 클럭 주파수, 전압, 캐시 크기 등.
- 지원되는 명령어 집합 및 작동 모드
- 해당 제조업체
- 설치된 소프트웨어
- 운영체제 구성
- 설치된 드라이버
- 자동으로 로드되는 프로그램
- 실행 중인 프로세스
- 사용 가능한 라이선스

### PC 성능 테스트
벤치마크 세트를 통해 다음을 테스트할 수 있다.
- 메모리 읽기 — RAM에서 프로세서로 데이터 전송 속도를 테스트한다.
- 메모리 쓰기 — 프로세서에서 RAM으로 데이터 전송 속도를 테스트한다.
- 메모리 복사 — 프로세서의 캐시를 통해 한 메모리 셀에서 다른 메모리 셀로 데이터 전송 속도를 테스트한다.
- 메모리 대기 시간 — 프로세서가 RAM에서 데이터를 읽는 데 걸리는 평균 시간을 테스트한다.
- CPU 퀸 — 고전적인 "여덟 퀸 문제"를 해결하여 프로세서의 정수형 연산 성능을 테스트한다.
- CPU PhotoWorxx — 일련의 표준 RGB 이미지 연산을 수행할 때 정수 산술 장치, 곱셈 및 메모리 서브시스템의 성능을 테스트한다.
- CPU ZLib — 인기 있는 오픈 라이브러리 Zlib를 사용하여 ZIP 아카이브를 생성할 때 프로세서 및 메모리 서브시스템의 성능을 테스트한다. 정수 연산을 사용한다.
- CPU AES — AES 알고리즘을 사용하여 암호화를 수행할 때 프로세서의 속도를 테스트한다. C3 및 C7 프로세서의 저수준 암호화 명령을 사용할 수 있다.
- FPU Julia — 32비트 정밀도 계산에서 프로세서의 부동 소수점 장치 성능을 테스트한다. 줄리아 프랙탈의 여러 조각을 모델링한다. 가능한 경우 MMX, SSE, 및 3D나우! 명령을 사용한다.
- FPU Mandel — 만델브로트 프랙탈의 여러 조각을 모델링하여 64비트 정밀도 계산에서 프로세서의 부동 소수점 장치 성능을 테스트한다. SSE2 명령을 사용할 수 있다.
- FPU SinJulia — FPU Julia 테스트의 더 복잡한 버전이다. 80비트 정밀도 계산에서 프로세서의 부동 소수점 장치 성능을 테스트한다. 삼각 및 지수 함수를 위해 설계된 X87 명령을 사용한다.

## 에디션
이 프로그램에는 4가지 에디션이 있다.
- Extreme — 가정 사용자를 위한 진단, 테스트 및 시스템 정보 수집;
- Engineer — 엔지니어를 위한 진단, 테스트 및 시스템 정보 수집;
- Network Audit — 기업을 위한 네트워크 인벤토리 및 IT 자산 관리
- Business — IT 전문가 및 기업을 위한 진단, 테스트 및 시스템 정보 수집;[14]

그리고 안드로이드, iOS, 세일피시 OS 운영 체제용 모바일 버전이 있다. 윈도우 폰용 버전은 2017년부터, 우분투 터치용 버전은 2016년부터 업데이트되지 않았다.